# Benjamin Wallfisch
Benjamin Wallfisch (Londres, 7 de agosto de 1979) é um compositor, condutor e pianista britânico. Desde a década de 2000, contribuiu para a trilha sonora de mais de sessenta filmes, como A Cure for Wellness, Lights Out, Desert Dancer, It e Blade Runner 2049. Em 2017, foi indicado ao Globo de Ouro de melhor trilha sonora pelo trabalho em Hidden Figures.